# Ion T. Niculescu
Ion T. Niculescu, Jean Nicolesco (ur. 2 stycznia 1895 w Fokszanach, zm. 6 września 1957 w Bukareszcie) – rumuński lekarz, neuropatolog, profesor histologii na Wydziale Lekarskim Uniwersytetu w Bukareszcie, członek Academia Română. Studiował medycynę w Bukareszcie od 1914 do 1922, był uczniem Gheorghe Marinescu. Specjalizował się w neurologii. Od 1922 w paryskiej klinice Salpêtrière, gdzie współpracował z Pierre'em Marie i Charles'em Foix.